# نظام تشغيل ثوري
نظام التشغيل الثوري (بالإنجليزية: Revolution OS)‏ هو فيلم وثائقي أنتج في 2001، يتتبع الفيلم 20 عامًا من تاريخ جنو، لينكس، المصدر المفتوح، وحركة البرمجيات الحرة.
أُعد الفيلم من قبل جه تي إس مور، يتضمن الفيلم مقابلات مع هاكرز بارزين، ورجال أعمال، منهم: ريتشارد ستالمان، مايكل تيمان، لينوس تورفالدس، لاري أغسطين، إريك ريموند، بروس بيرنس، فرانك هيكر، وبريان بيليندورف.

## موجز
يبدأ الفيلم بلمحة لإريك ريموند، ولينوس تورفالدس عن لينكس وفكرة المصدر المفتوح. ثم يستجمع كل من بروس بيرنس وريتشارد ستالمان المرحلة التاريخية في أيامها الأولى حيث كان الهاكرز وهواة الحاسوب يتشاركون النصوص الشفرية لبرمجياتهم مجانًًا. يناقش الفيلم كيف حدث التغير عندما وجه بيل غيتس رسالته المفتوحة إلى الهواة في عام 1978، في هذه الرسالة حث جيتس الهواة على الدفع مقابل البرمجيات. ويربط ستالمان ذلك بصراعه ضد رعاة البرمجيات مغلقة المصدر في مختبر الذكاء الاصطناعي بمعهد ماساتشوستس للتقنية، ما أدى إلى تركه المعهد؛ للتركيز على تطوير البرمجيات الحرة والعمل في مشروع جنو.
يصف تروفالدس تطور نواة لينكس وإشكالية تسمية جنو/لينكس، ويتحدث عن التطور اللاحق في لينكس والاتجار به. ويوضح ريموند وستلمان فلسفة البرمجيات الحرة في مقابل الشيوعية والرأسمالية ومراحل تطور لينكس.
يتحدث مايكل تيمان عن كيفية مقابلته لريتشارد ستالمان في 1987، وحصوله على نسخة مبكرة من تجميعة مصرفات جنو التي برمجها ستالمان، ومن ثم تأسيسه كينجس سولوشنز.

## وصلات خارجية
- صفحة الوثائقي الرئيسية
- نظام التشغيل الثوري كاملًا على جوجل فيديو
- نظام تشغيل ثوري على موقع IMDb (الإنجليزية)
- نظام تشغيل ثوري على موقع ميتاكريتيك (الإنجليزية)
- نظام تشغيل ثوري على موقع روتن توميتوز (الإنجليزية)
- نظام تشغيل ثوري على موقع نتفليكس (الإنجليزية)
- نظام تشغيل ثوري على موقع ألو سيني (الفرنسية)
- نظام تشغيل ثوري على موقع Turner Classic Movies (الإنجليزية)
- نظام تشغيل ثوري على موقع أول موفي (الإنجليزية)
- نظام تشغيل ثوري على موقع بوكس أوفيس موجو (الإنجليزية)
- نظام تشغيل ثوري على موقع فيلمافينيتي (الإسبانية)
- نظام تشغيل ثوري على موقع قاعدة بيانات الفيلم (الإنجليزية)